# Agnicourt-et-Séchelles
Agnicourt-et-Séchelles település Franciaországban, Aisne megyében. Lakosainak száma 188 fő (2022. január 1.). Agnicourt-et-Séchelles Chaourse, Montigny-le-Franc, Tavaux-et-Pontséricourt és Vigneux-Hocquet községekkel határos.

## Népesség
A település népességének változása:
| Lakosok száma | 248  | 224  | 209  | 189  | 196  | 182  | 177  | 182  | 185  | 188  |
|               | 1968 | 1982 | 1990 | 2006 | 2013 | 2015 | 2017 | 2019 | 2020 | 2022 |